# Cratere Hortensia
Hortensia è un cratere sulla superficie di 4 Vesta.